# Бентли (Илиноис)
Бентли (енгл. Bentley) град је у америчкој савезној држави Илиноис. По попису становништва из 2010. у њему је живело 35 становника.

## Демографија
Према попису становништва из 2010. у граду је живело 35 становника, што је 8 (18,6%) становника мање него 2000. године.
| Група             | 2000.       | 2010.       |
| Белци             | 43 (100,0%) | 35 (100,0%) |
| Афроамериканци    | 0 (0,0%)    | 0 (0,0%)    |
| Азијати           | 0 (0,0%)    | 0 (0,0%)    |
| Хиспаноамериканци | 0 (0,0%)    | 0 (0,0%)    |
| Укупно            | 43          | 35          |